# Schahnaz Pahlavi

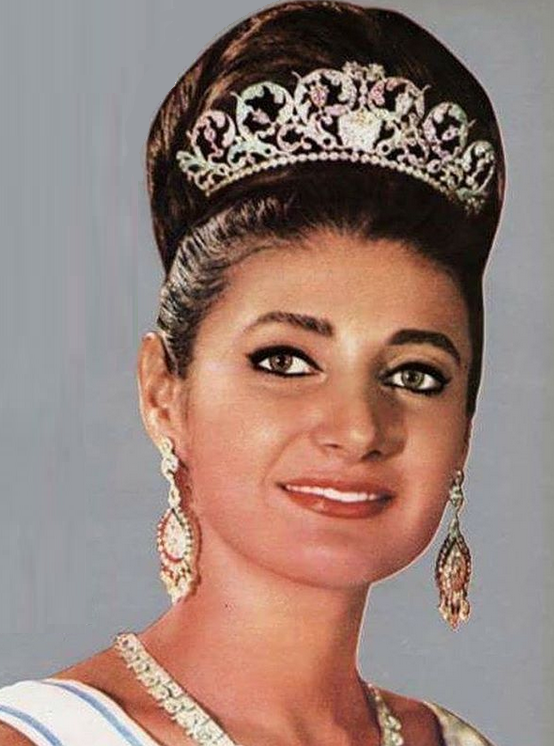
Prinzessin Schahnaz Pahlavi (1967)

Prinzessin Schahnaz Pahlavi (persisch شهناز پهلوی, * 27. Oktober 1940 in Teheran, Iran) ist das einzige Kind des letzten persischen Schahs, Mohammad Reza Pahlavi, mit seiner ersten Frau, Fausia von Ägypten. 
Da eine weibliche Thronfolge in der iranischen Verfassung nicht vorgesehen war, Fausia aber keine weiteren Kinder bekam, führte dies 1948 zur offiziellen Scheidung ihrer Eltern (1945 verließ Fausia den Schah und kehrte nach Ägypten zurück). Der Schah heiratete daraufhin Soraya Esfandiary Bakhtiary, diese Ehe blieb jedoch kinderlos, so dass der Schah nach einer weiteren Scheidung 1958 Farah Diba heiratete.
Schahnaz Pahlavi war mit Ardeschir Zahedi verheiratet, welcher einmal iranischer Außenminister und zweimal iranischer Botschafter in den Vereinigten Staaten von Amerika war (1957–1964 und 1972–1979). Das Paar hat eine Tochter, Prinzessin Zahra Mahnaz auch Schahanez (2. Dezember 1958).
Im Februar 1971 ehelichte Schahnaz Khosrow Jahanbani. Sie haben einen Sohn, Kai Chosrau (1971), und eine Tochter namens Fausieh (1973). Schahnaz emigrierte 1979, wie alle Familienmitglieder der Pahlavi, im Verlauf der Islamischen Revolution. Seither lebt sie in der Schweiz.
Sie ist die Halbschwester von Cyrus Reza Pahlavi, Farahnaz Pahlavi, dem verstorbenen Ali Reza Pahlavi und der verstorbenen Leila Pahlavi.